# Charakir
Charakir ist ein Karten-Glücksspiel für drei oder mehr Spieler, das je nach Anzahl der Mitspieler mit 32 oder 52 Karten gespielt wird. Das Spiel aus dem Vorderen Orient stammen und durch Gastarbeiter nach Mitteleuropa gekommen sein. In seiner Spielweise ähnelt es den Hold’em-Varianten des Poker.

## Spielweise
In der Regel wird Charakir mit einem klassischen Skatblatt mit 32 Karten gespielt. Der Geber mischt die Karten und lässt abheben, danach verteilt er an jeden Spieler einschließlich sich selbst zwei Karten und legt danach 5 Karten offen vor sich aus. Die restlichen Karten werden zur Seite gelegt. Jeder Spieler versucht nun, aus den eigenen Handkarten und den offen liegenden Karten Paare gleicher Werte zu bilden. Die Rangfolge der Karten ist As, König, Dame, Bube, 10, 9, 8, 7 und ein Vierling zählt grundsätzlich mehr ein Drilling, dieser zählt mehr als ein Paar.
Jeder Spieler wettet nun, beginnend mit dem Spieler neben dem Geber (Vorhand), einen Einsatz auf seine Kartenhand oder passt und steigt damit aus dem aktuellen Spiel aus. Alle Spieler, die nicht passen, müssen mindestens den bereits angesagten Einsatz halten oder ihn erhöhen. Nach dem Abschluss der Wetten, werden die Karten aufgedeckt und der Spieler mit der höchsten Kombination gewinnt das Spiel.

## Belege
1. 1 2 3  Charakir In: Claus D. Grupp: Kartenspiele. Falken-Verlag Erich Sicker, Wiesbaden 1975; S. 14–15. ISBN 3-8068-2001-5.
2. 1 2  Charakir In: ASS Altenburger: Spielesammlung mit 250 Spielemöglichkeiten Seite 33; abgerufen am 4. Oktober 2018